# Inger Fredriksson
Inger Margareta Fredriksson, född 24 augusti 1943 i Malå församling i Västerbottens län, död 7 september 2022 i Stockholm, var en svensk konstvetare.
Fredriksson var från 1968 fram till sin död,  gift med konstnären Christer Themptander.
Fredriksson, var dotter till riksdagsman Torsten Fredriksson och Ragnhild Sundberg, blev filosofie kandidat vid Stockholms universitet 1966 och filosofie doktor där 1979. Hon var först frilansskribent i konst och kvinnofrågor, bibliotekschef i Askersunds kommun 1971–1972, förste bibliotekarie vid Fine Art Dept på Toronto Reference Public Library 1972–1974, PR-bibliotekarie vid länsbiblioteket i Lidingö 1975–1983, avdelningsdirektör och bibliotekschef vid Konstbiblioteket för Statens konstmuseer/ Nationalmuseum 1983–1988, chef för LL-förlaget 1988–2010.